# Демер
Демер (нидерл. Demer, фр. Démer) — бельгийская река, протекающая через провинции Фламандский Брабант и Лимбург. Название реки восходит к кельтскому tam (тёмный) и ara (вода). Демер относится к бассейну Шельды. Длина реки — 95 км. Площадь водосборного бассейна — 2200 км².
Разливы Демера в период сильных дождей наносят существенный ущерб экономике региона: так в 1998 году ущерб составил более 16 миллионов евро.

## Течение
Исток Демера находится в Кетсингене. Сначала река течёт на север, но у Билзена поворачивает на запад. Демер течёт через Хасселт, Люммен, Дист, Зихем и Арсхот, и впадает в Дейле у Верхтера. Через Дейле, Рюпел и Шельду воды Демера впадают в Северное море. Основными притоками Демера являются Херк, Гете, Велпе, Зварте-Бек («Чёрный ручей»), Хюлпе, Мотте и Винге.

## Исторические сведения
Демер был впервые упомянут в 870 году. Согласно Мерсенскому договору по Демеру проходил раздел владений умершего бездетным лотарингского короля Лотаря II, умершего в 869 году. В то время, однако, Демером называлась Дейле, сегодня же Демером называется один из притоков Дейле.

## Фотографии
- Исток Демера в Кетсингене.
- Впадение Демера (слева) в Дейле (справа).